# Welle (Schiff, 1915)
Die Welle ist ein Dampfschiff, das 1915 bei der Atlas-Werke Aktiengesellschaft in Bremen für das Bauamt für die Unterweserkorrektion gebaut wurde. Diese Begradigung gehörte neben dem Oder-Ems-Kanal zu den größten Wasserbauprojekten des Kaiserreichs. 
Das Schiff wurde 2011 unter Bremer Denkmalschutz gestellt.

## Geschichte
Der Stapellauf des Dampfschiffs erfolgte am 11. August, die Fertigstellung am 19. Oktober 1915. Das Schiff ist 37,40 Meter lang, 7,20 Meter breit und hat einen Tiefgang von 2,90 Meter. Zwei heute nicht mehr vorhandene Kolbendampfmaschinen trieben zwei Schrauben an. Ein Salon bot Platz für 15 Passagiere.
Eingesetzt wurde das Schiff auf der Weser als Bereisungsschiff, Schlepper und Hilfseisbrecher. Ab 1921 gehörte das Schiff zum Reichsverkehrsministerium, nachdem mit der Angliederung der Verwaltung der Wasserstraßen an das Reichsverkehrsministerium auch das Bauamt für die Unterweserkorrektion aufgelöst wurde. Es wurde fortan auch für Versorgungsfahrten zu den Leuchtfeuern in der Wesermündung verwendet.
Während des Zweiten Weltkriegs fuhr das Schiff zeitweise für die Kriegsmarine in Emden und Wilhelmshaven. Nach dem Krieg übernahm die Wasser- und Schifffahrtsverwaltung des Bundes das Schiff, die es schließlich am 17. Januar 1975 außer Dienst stellte.
Am 10. April 1975 kaufte ein Gastronom das Schiff, der es zu einem Varieté- und Restaurantschiff umfunktionierte und an der Schlachte in Bremen betrieb. Beim Umbau wurde das Schiff weitestgehend entkernt. 1984 und 1986 kam es zu Bränden an Bord, bei denen auch die teilweise nach dem Umbau noch erhaltenen Aufbauten zerstört wurden.
1994 sank die inzwischen nicht mehr bewirtschaftete Welle an ihrem Liegeplatz an der Schlachte. Das Wasser- und Schifffahrtsamt Bremen ließ das Schiff schließlich heben. Das fahruntüchtige Schiff wurde daraufhin im Industriehafen aufgelegt.
1998 kaufte der neugegründete Verein Dampfer „Welle“ das Schiff und ließ es im Juli 2000 in den Fischereihafen Bremerhaven bringen, wo mit der Wiederherstellung des Originalzustandes von 1915 begonnen wurde. Für die Sanierung wurde das Schiff im Januar 2001 auf die Kaje am Hafenkanal gehoben.

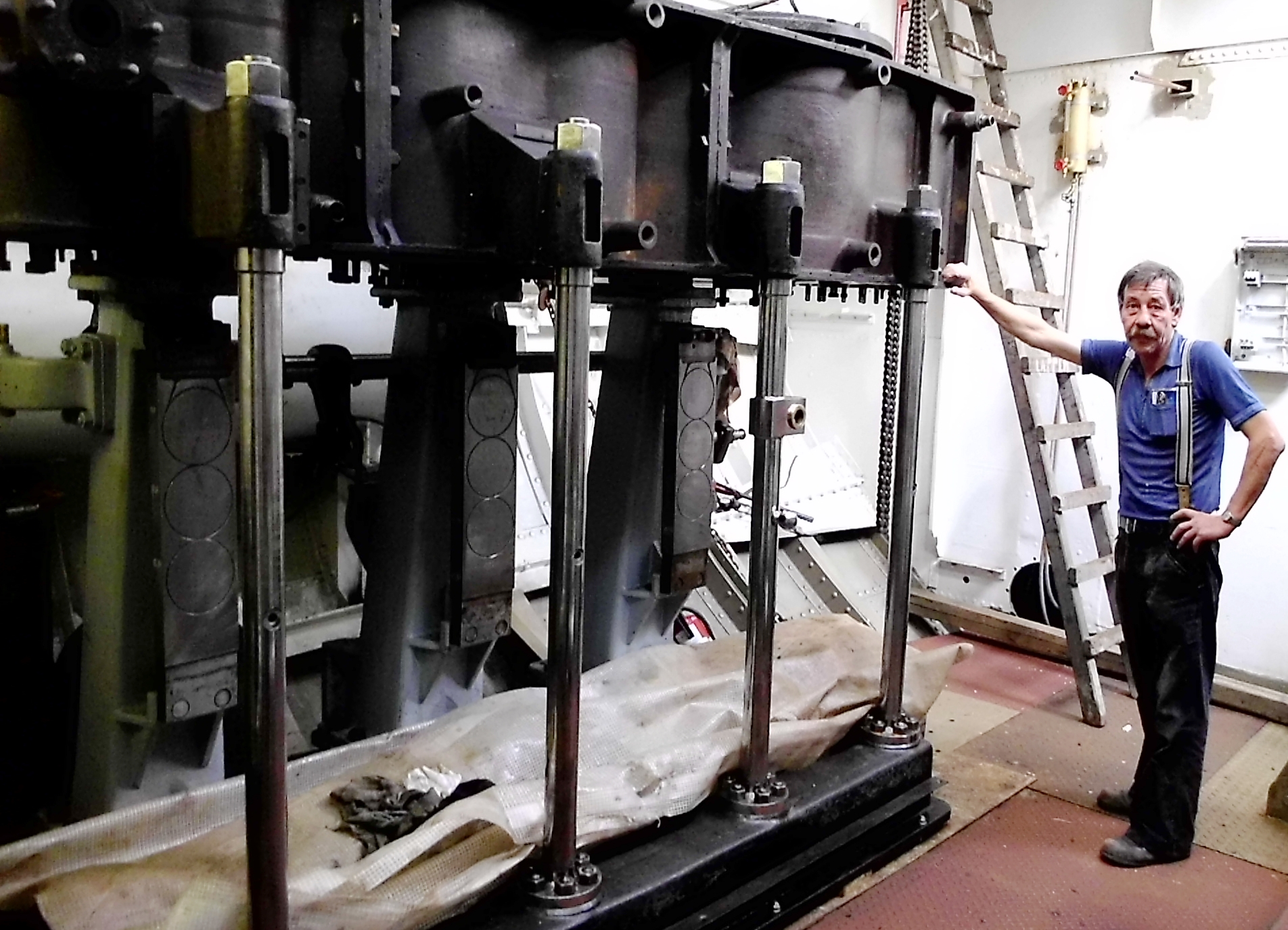
Dampfmaschine der Welle im Aufbau

Im Oktober 2009 wurde das restaurierte Schiff, das der Verein Dampfer „Welle“ als Traditionsschiff erhalten will, wieder ins Wasser gehoben und zunächst an die ehemalige Salzpier an der Einfahrt in den Fischereihafen I verholt. Eine passende Maschine wurde vom Förderverein erworben, restauriert und eingebaut. Die zweite Hauptmaschine soll evtl. nachgebaut werden.
Das „unermüdliche Engagement“ des Vereins Dampfer „Welle“ wurde mit dem Sonderpreis des Bremer Denkmalpflegepreises 2016 ausgezeichnet. Auch die Deutsche Stiftung Denkmalschutz beteiligte sich 2017 finanziell an der Renovierung. 
2019 wurde die Welle zu ihrem neuen Liegeplatz im Neuen Hafen beim Deutschen Auswandererhaus verholt.